# Arc atrompetat
L'arc atrompetat o arc amb esplandit és més ample per la banda de la paret frontal que per la banda de la part del fons, respectant tanmateix la mateixa forma.
Es diu atrompetat perquè presenta forma de trompeta, la circumferència de la qual és més ampla al davant i va disminuint cap al fons. Fou molt emprat en l'arquitectura romànica i gòtica en la formació de finestres i, sobretot, de portades. En les petites finestres l'atrompetament podia ésser llis, però a les portades era freqüent realçar-lo ornamentalment amb una successió d'arquivoltes més o menys decorades.

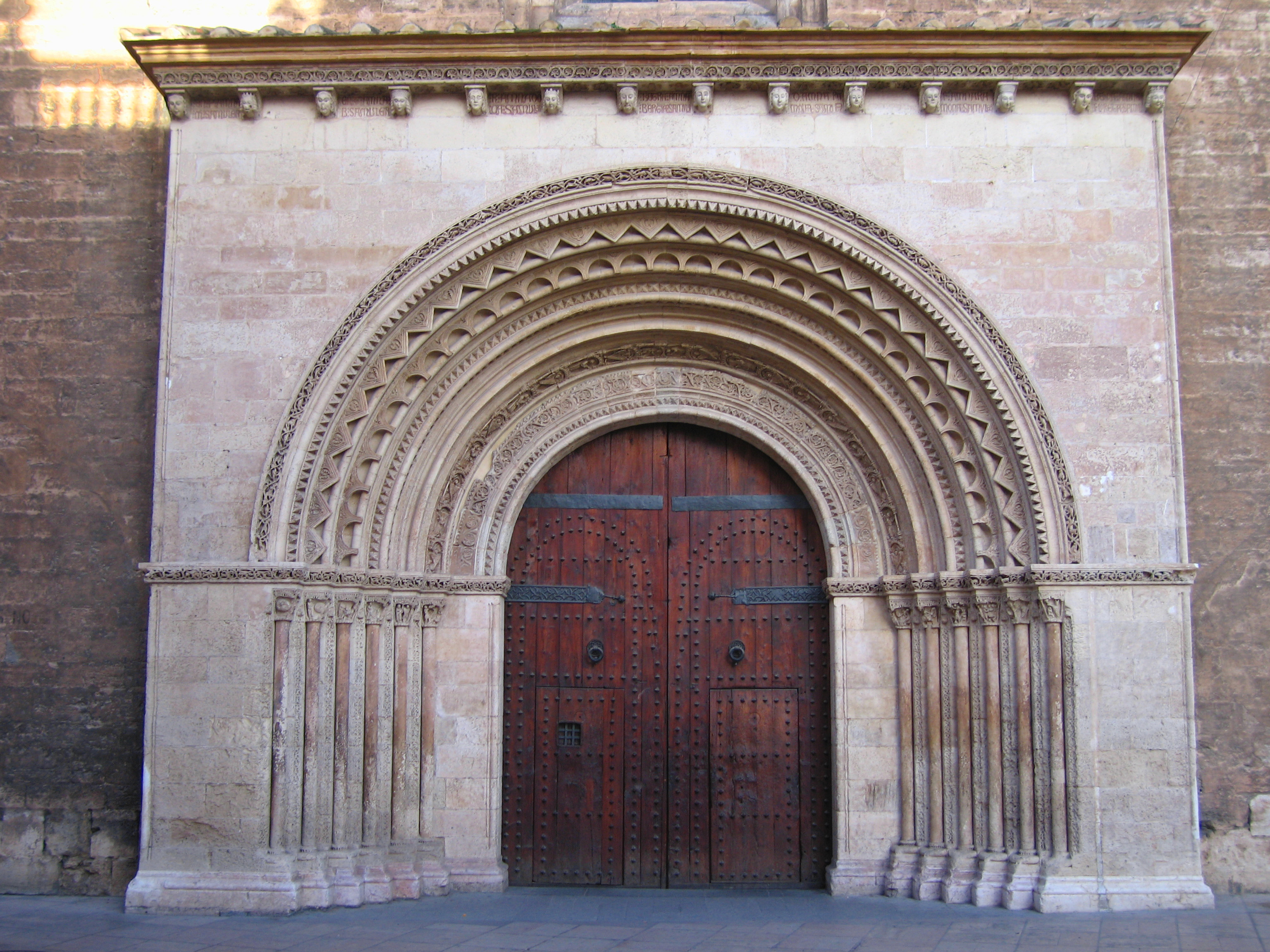
Portada romànica de l'Almoina (Seu de València) amb arc atrompetat